# Lira (Uganda)
Lira a harmadik legnagyobb város Észak-Ugandában, a Kyoga-tó közelében. A róla elnevezett kerület székhelye. Ez az egyetlen nagyváros a környéken. Lira közigazgatási és kereskedelmi központ. Lira volt a korábban létezett Lango Kerületnek, amely földrajzilag egybeesik a jelenlegi Sub-Lango Régióval.

## Története
A településnek nincs jelentős történelme. Uganda népek szerint két nagy népcsoportra osztható: délen a bantuk, északon a nilóták vannak többségben. A világ szeme inkább az 1990-es évektől figyeli a várost és környékét. A környéken tanyázott a Joseph Kony által vezetett Lord's Resistance Army (LRA "Úr ellenálló hadserege"), amelynek célja az volt, hogy az ugandai kormányt megdöntse és egy teokratikus államot alapítson, Uganda egyik népcsoportjának, az acholiaiak tradícióinak megfelelően.
A háború azóta csitult, a lázadók már csak kb. 300-an vannak. A lázadó vezetők jelentős része meghalt, a fővezér Joseph Kony pedig Dél-Szudánban kért menedékjogot. Azóta a város lassan elindult a fejlődés útján.

## Elhelyezkedése
Lira mintegy 110 kilométernyire fekszik közúton Gulu városától, amely Észak-Uganda legnagyobb városa, a Gulu és Mbale városát összekötő főútvonal mentén. Kampala, az ország fővárosa közúton körülbelül 270 kilométernyire fekszik tőle.

## Népessége
A 2002-es népszámlálás adatai alapján Lira város lakossága 80 900 fő volt. 2010-ben az Ugandai Statisztikai Hivatal (UBOS) 105 100 fős lakosságot becsült a város népességének. A 2011-es év közepén az UBOS mintegy 108 600 főre becsülte a város lakosságát.

## Közlekedés, szállítás
Lira vasútállomása az országos vasútvonal-hálózat része. A városban található egy polgári repülőtér, a Lira repülőtér, melyet az Ugandai Polgári Légügyi Hatóság irányít.

## Vallás
Lira a központja a Lirai Római Katolikus Egyházmegyének, melynek élén Joseph Franzelli püspök áll.

## Gazdaság
A városban több bankfiók is megtalálható, többek közt a Bank of Africa, a Barclays Bank, a Centenary Bank, a Crane Bank, a Kenya Kereskedelmi Bank, a PostBank Uganda, a Stanbic Bank, a Housing Finance Bank fiókjai.

## Fordítás
Ez a szócikk részben vagy egészben  a   Lira, Uganda című angol Wikipédia-szócikk ezen változatának fordításán alapul.  Az eredeti cikk szerkesztőit annak laptörténete sorolja fel. Ez a jelzés csupán a megfogalmazás eredetét és a szerzői jogokat jelzi, nem szolgál a cikkben szereplő információk forrásmegjelöléseként.